# Indra Bagus Ade Chandra
Indra Bagus Ade Chandra (* 13. Juli 1987 in Jakarta) ist ein indonesischer Badmintonspieler, der später für Spanien startete. 

## Karriere
Indra Bagus Ade Chandra wurde 2007 Dritter bei den Surabaya International. 2010, mittlerweile für Spanien startend, gewann er die Swedish International Stockholm. 2011 wurde er Fünfter bei den Indonesia International.

## Sportliche Erfolge
| Saison | Veranstaltung                   | Disziplin    | Platz | Name                    |
| ------ | ------------------------------- | ------------ | ----- | ----------------------- |
| 2007   | Surabaya International          | Herreneinzel | 3     | Indra Bagus Ade Chandra |
| 2010   | Swedish International Stockholm | Herreneinzel | 1     | Indra Bagus Ade Chandra |
| 2011   | Indonesia International         | Herreneinzel | 5     | Indra Bagus Ade Chandra |